# Лихорадка Джерико
«Лихорадка Джерико» (англ. Jericho Fever) — кинофильм.

## Сюжет
Преступники, устроившие теракт в Мехико, пытаются скрыться от полиции и «Моссада». За ними по следам также идёт женщина-врач, которой для создания вакцины нужен главарь банды, причём обязательно живой.

## В ролях
| Актёр             | Роль            |
| ----------------- | --------------- |
| Стефани Цимбалист | Бонни Уитни     |
| Перри Кинг        | Майкл Уитни     |
| Дэйв Адамс        | продавец        |
| Мария Амарочо     | Тирза           |
| Брэндон Эпселл    | солдат          |
| Гай Этчли         | репортёр        |
| Ари Барак         | агент «Моссада» |
| Эндрю Брю         | Али Ассад       |
| Рамон Чавес       | Чучо            |